# روبرت توماس ألين
روبرت توماس ألين هو كاتب للأطفال وكاتب كندي، ولد في 1911 في تورونتو في كندا، وتوفي في 11 يوليو 1990 في سان بيرناردينو في الولايات المتحدة.